# Iglesia de Nuestra Señora de la Asunción (Briones)
La iglesia de nuestra Señora de la Asunción es un templo católico de la localidad española de Briones, en La Rioja. Fue construida en el siglo XVI. En 1760 se dio por finalizada la edificación de la iglesia, con la construcción de la torre. La torre es el símbolo de la localidad, ya que puede verse buena parte de la Rioja Alta. 
Fue declarada Bien de Interés Cultural en la categoría de Monumento el 4 de septiembre de 1981 y monumento histórico-artístico por orden del Consejo de Ministros del 29 de diciembre de 1982.

## Historia
La cabecera fue levantada en 1521 de la mano de Miguel de Ezquioga que se hizo cargo de la realización hasta 1536. En el mismo año fue sustituido por Juan Martínez de Mutio que en el año 1546 edificó los dos últimos tramos de la iglesia donde en ella se incluían el coro, la escalera y la portada. Por último en 1756 Martín de Beratúa y Martín de Arbe construyen la torre exterior que se dio por finalizada en 1760.

## Descripción
Construida en el siglo XVI, de fábrica de sillería y concebida en planta de salón, según el estilo gótico isabelino. Tiene tres naves a misma altura, siendo la central poco más ancha que las laterales. Realizada en cinco tramos, se complementa con una cabecera ochavada de tres paños, coro alto con órgano barroco, capillas laterales y sacristía. La bóveda es de crucerías estrelladas de distinto trazado, con combados curvos y restos sobre arcos apuntalados, pilares cilíndricos fascisculados en base octogonal con capiteles con anillos decorados con motivos vegetales. La torre barroca, perteneciente al llamado "estilo riojano", fue construida por Martín de Beratúa y Martín de Arbe. 

### Exterior

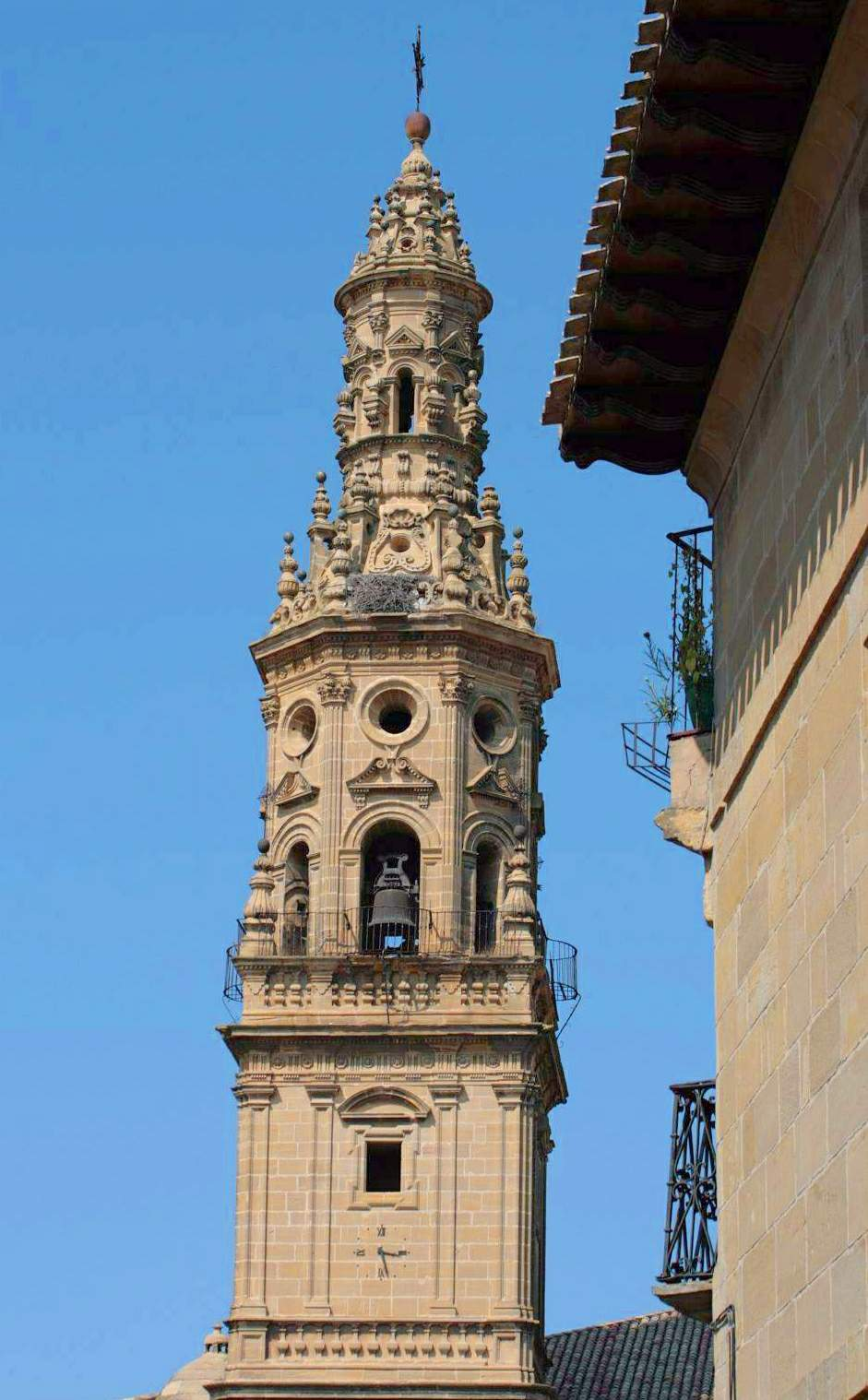
Detalle del campanario de la torre.

La puerta de la torre principal ocupa el lugar de otra anterior del siglo XVI. Son Martín de Beratúa y Martín de Arbe quienes dan traza y comienzan la obra en 1756, dándola por terminada en 1760. Pertenece al llamado “estilo riojano” y tiene similitudes con las de Santo Domingo de la Calzada y Logroño. La portada principal diseñada por Juan Martínez de Mutio. En la decoración tiene por objeto exaltar la figura de la Asunción-Coronación de María que aparece en el ático. Todo ello se protege por un arco rebajado que se abre entre el contrafuerte contiguo y la torre de la portada, que fue realizada por los mismos de la torre.
La torre
La torre del campanario se alza al lado de la puerta principal. Se levantó sobre otra anterior del siglo XVI. Su construcción data de 1756 finalizándose cuatro años después. La obra corrió de las manos de Martín de Beratúa y Martín de Arbe. Es una pieza barroca del denominado "estilo riojano similar a las de la catedral de Santo Domingo de la Calzada y de Logroño.
Portada principal
La portada de la entrada principal del templo es de estilo renacentista, posiblemente construida por Juan Martínez de Mutio. En la decoración de la misma se exalta la figura de la asunción  y coronación de María cuya imaginería se ubica en el ático. Todo el conjunto está protegido por un arco construido junto a la torre del campanario.

### Interior

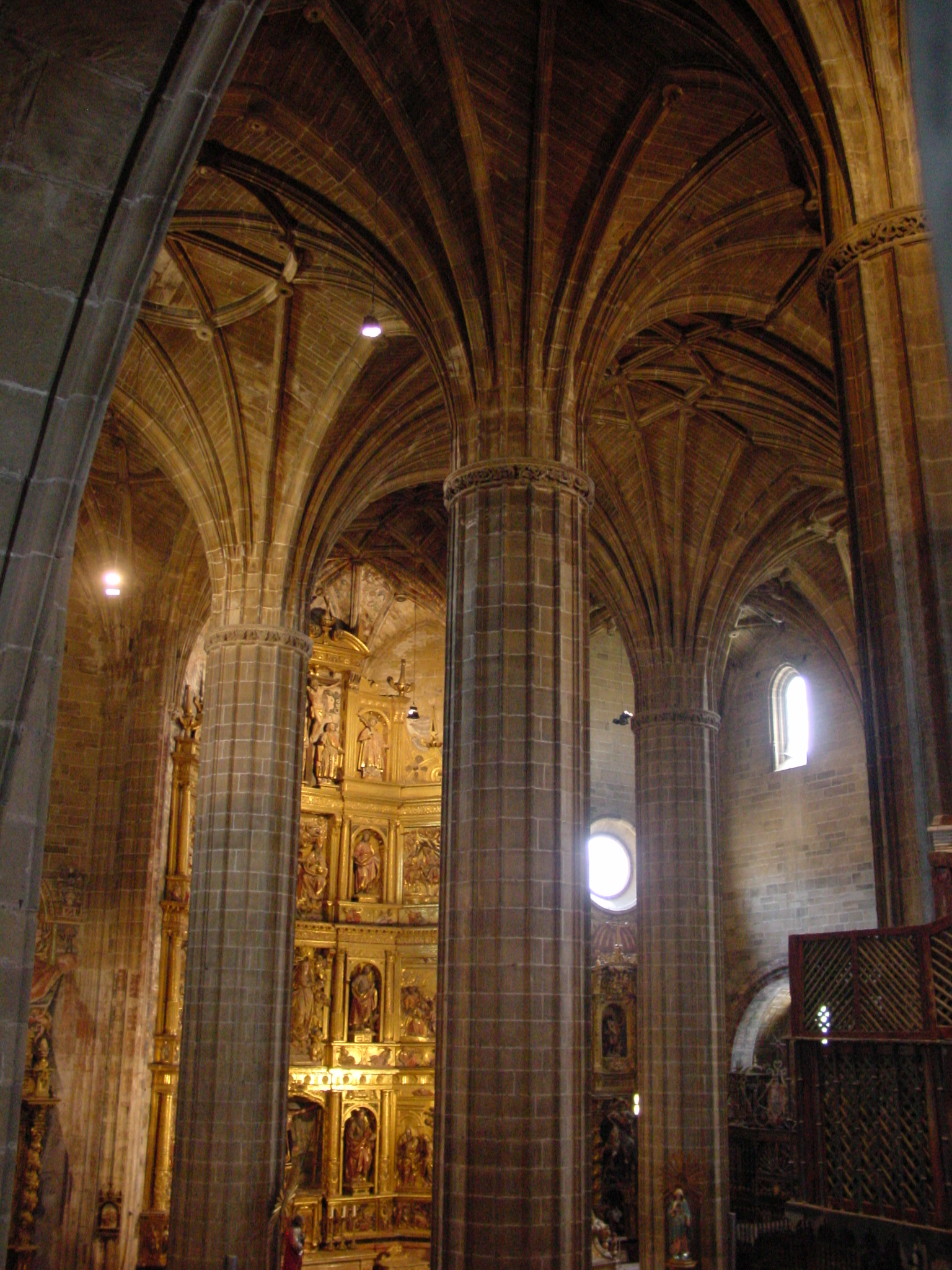
Interior de la nave principal de la iglesia.

El conjunto principal interior es estilo renacentista, del siglo XVI. Del interior destaca el retablo mayor, que está fechado en el siglo XVII, corresponde a Hernando de Murillas y en la obra también participó el escultor Juan de Bazcardo, uno de los artistas más conocidos de su época. El órgano barroco fue fabricado por el italiano Andres Gasparini en 1767 y fue recientemente restaurado, ya que se encontraba en mal estado.
Dentro de la  sacristía se encuentra una hermosa decoración de frescos, una cajonería romanista, del siglo XVI y varios lienzos realizados por Juan Gallardo en  1791. La sacristía es rectangular dividida en cuatro capillas por pilastras. Destacan otros retablos, como los de San Sebastián y Santiago.
Capilla del Rosario
Situada a la derecha de la entrada principal, en ella destaca el estilo rococó de la asegunda mitad del siglo XVIII. La imaginería está conformada por un San José, un San Roque con Santa Ana y la virgen con el niño. Todas ellas barrocas.
Capilla de los Hircios o Ircios
Mandada construir por los hermanos Martín y Pedro de Hircio ambos figuras relevantes de Briones en el siglo XVI. Tiene un retablo romanista con figuración mariana con intercalados de las virtudes teologales obra de Pedro de Arbulu realizado hacia 1564. Hay un sepulcro romanista en arco de triunfo con ángeles y atributos de la pasión de Cristo. Bulto orante de Pedro Saéz de Hircio que se completa con un Padre eterno en el frontón y la resurrección en el tímpano. La capilla se cierra con una reja de hierro realizada en 1616 por Juan Ortiz de Orobro y Zárate.
Retablo de Santa Bárbara
De estilo barroco de la primera mitad del siglo XVIII que se completa con un Cristo del siglo XVII. La imaginería está formada por la imagen de Santa Barbara, San Francisco Javier y San Ramón Nonato.
Capilla de los Perea
Mandada construir por el que fue obispo de Arequipa en Perú, el agustino Fray Pedro de Perea. Retablo pictórico barroco de 1660. Los motivos de los cuadros son; degollación de San Pablo, Crucifixión de San Pedro y abrazo de Pedro y Pablo. El sepulcro de Pedro de Perea luce un blasón en el frontón y está coronado de una figura orante del propio Pedro de Perea a tamaño natural. Se cierra la capilla con una verja de hierro con frisos, eses y el escudo de la familia.
Retablo de Santiago
En estilo barroco realizado a finales del siglo XVII o principios del XVIII destaca en él la figura de Santiago matamoros a la que acompañan; un San Juan bautista, una Santa Isabel de Hungría, un San Antonio de Padua y un San Fernando.
Retablo de altar Mayor

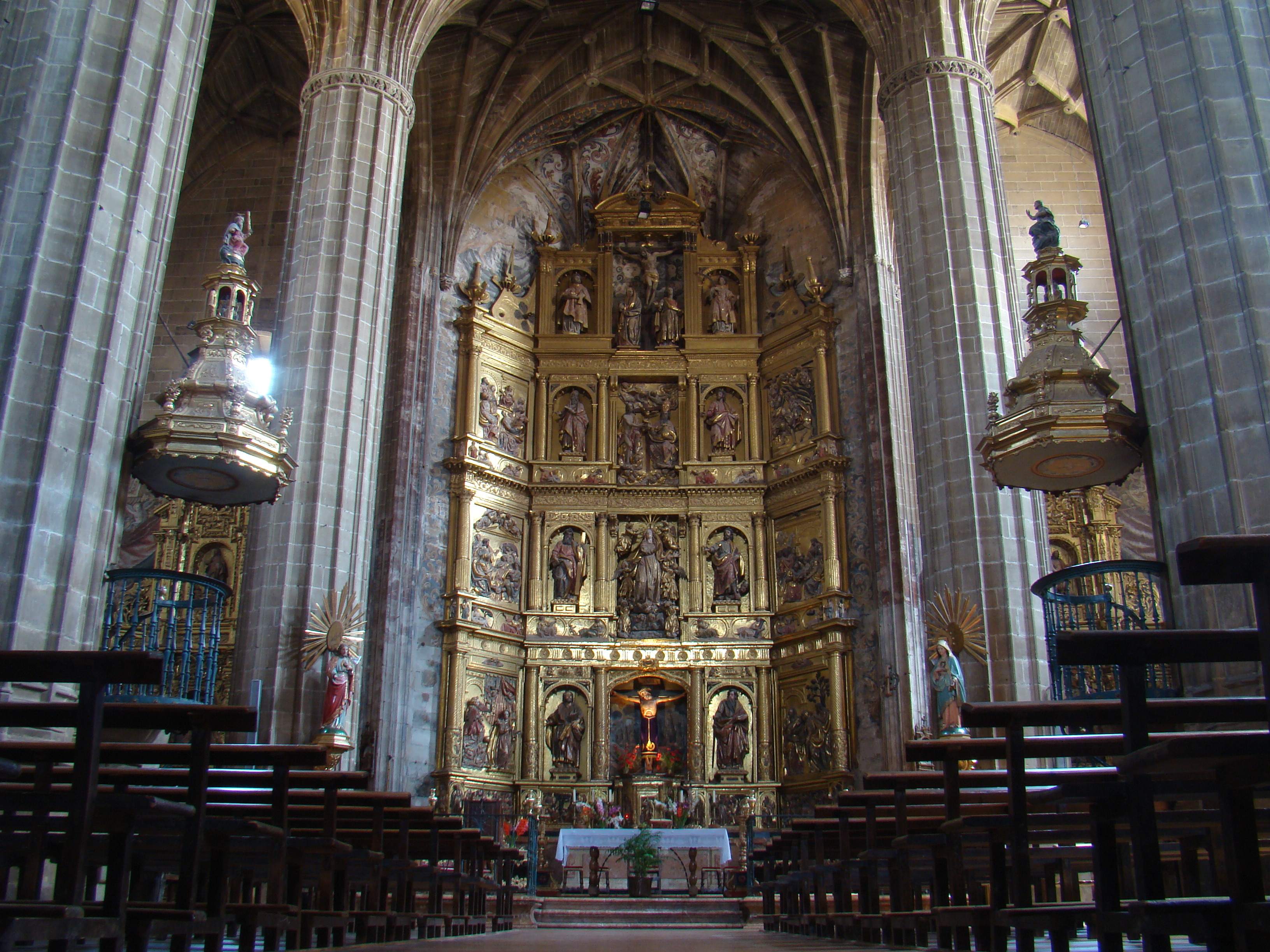
Retablo del altar mayor.

Es una obra de estilo clasicista realizada en 1626 por Hernando de Murillas y, tras su muerte, su hijo Hernando de Murillas y Vélez de Loyola junto a Juan Bascardo y Diego Jiménez que la culminaron en el año 1650. Está conformado por los siguientes elementos; en el banco, santos y escena de la pasión de Cristo; en el cuerpo, la trinidad, la asunción, apóstoles escenas marianas y de la infancia de Cristo. En el ático hay un calvario y dos diáconos. Entre pisos hay zócalos con imágenes de las virtudes. En el relicario-templete se ubican santos y un corazón de Jesús en portezuela. En la hornacina central se alternan un crucificjo gótico del siglo XV, una virgen de la eEstrella del siglo XIII o XIV y la figura del patrón de Briones, el Cristo de los Remedios.
Retablo de San Sebastián
Es un retablo barroco de finales del siglo XVII que tiene como tema principal el martirio de San Sebastián. Acompañan a este motivo una virgen del Rosario de estilo romanista realizada por Ernando de Murillas en 1595, un san Blas y un san Isidoro.
Capilla de Tenorio o de la Visitación
Mandada construir por Rodrígo Tenorio de Rojas la cual mandó que lucieran en ella sus armas, Consta de un arco en medio punto con arquivoltas decoradas en cardinas y salvajes. El retablo es de pintura sobre tabla y está enmarcado en un guardapolvo de piedra ricamente decorado con escenas marianas y santos, obra de Juan de Borgoña en 1521. Las pinturas son de varios autores, al de San Miguel Arcángel es de Juan Fernández de Navarrete conocido como "El mudo", las ubicadas en los laterales son de Pedro Arbulo y Hernando de Murillas, o de sus estilos. Las demás de Juan de Alvarado realizadas hacia 1590.
Capilla de la presentación o del licenciado Vicio
La mandó construir Francisco López de Vicio y Ollaurri durante el siglo XVI. Está cerrada por una reja de madera y hierro realizada en 1578 por Pedro de Arbulo decorada con relieves de san Pedro y san Pablo así como con las armas de los López de Vicio.
El retablo está dedicado a la Presentación que ocupa la escena central. Acompañan a este motivo escenas de la Pasión, los evangelistas y otros santos. Todo ello obra de Arbulo realizada en 1570.
Capilla de Juan de Castrejana
Juan de Castrejana y de las Cuevas fue contador del tribunal de la inquisición de Toledo. Mando construir esta capilla a Juan Ramón y Pedro de la Fuente quien la finalizó en 1676. Cuatro años después Diego de Arregui realizó la reja que la cierra. El retablo es obra de Fernando de la Peña realizado en 1680. En él hay una imagen de Cristo a tamaño natural relicarios y otros santos. En la capilla se ubica el sepulcro de Juan de Castrejana realizado piedra y policromado, data del año 1670.
Hay una pila bautismal del siglo XIV decorada con imaginería bajo cercadas.
Coro y órgano

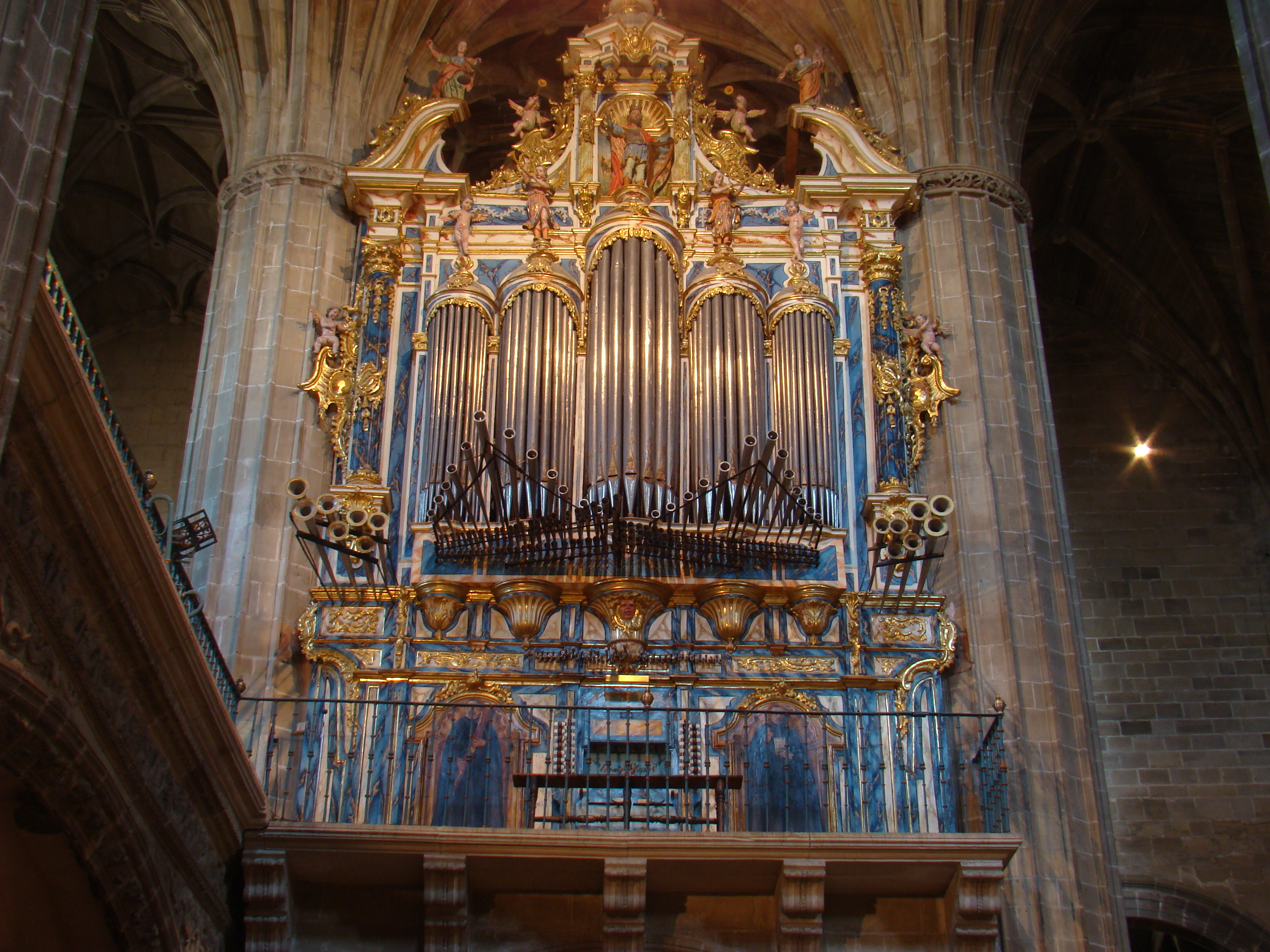
Órgano barroco.

El coro ocupa el altura el último tramo de las tres naves, su lado izquierdo, también en altura, hay una prolongación en la que se ubica el órgano barroco. El piso del coro está apoyado sobre arcos escarzanos con decoración en grutescos platerescos. El acceso se realiza por una monumental escalera lateral de piedra con balaustrada decorada.
La sillería es obra Juan de Ortega se realizó en 1710 y es de estilo barroco. Consta de veintitrés asientos altos y 14 bajos todos ellos, los bajos, decorados con motivos vegetales e imaginería.
El órgano barroco con trompetería horizontal es obra de Andrés de Gasparini que lo construyó entre los años 1765 y 1767. El mueble es rococó realizado por Sebastián de Portu en 1766. En el siglo XIX, en el año 1824, se realizó una reforma que amplió las posibilidades musicales, la hizo Juan Manuel Betolaza.
En el coro se guarda una colección de cantorrales en pergamino procedentes de varias épocas, desde 1623 en adelante.
Sacristía

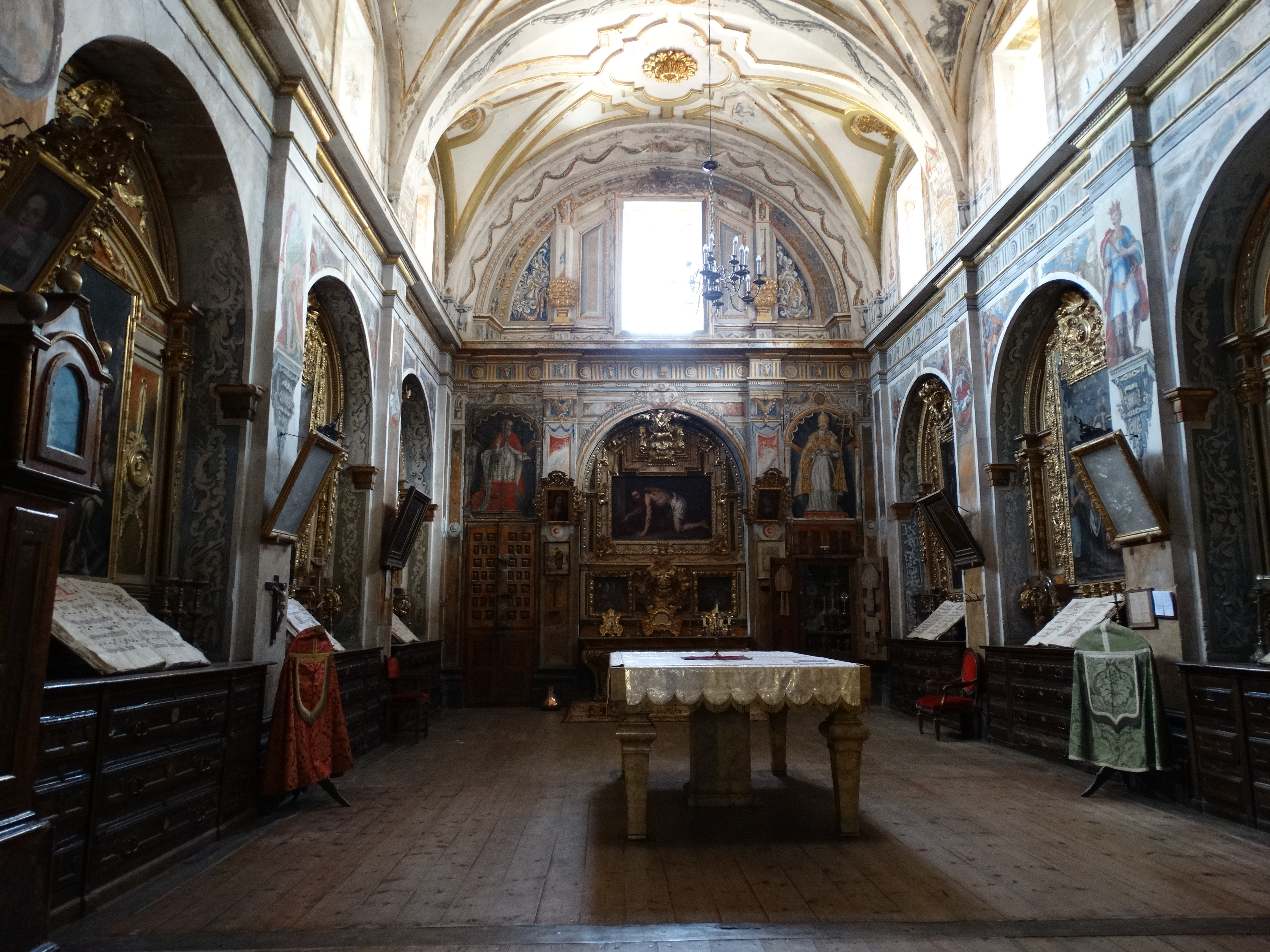
Sacristía.

La sacristía se ubica en la parte norte del templo, es una amplia habitación de planta rectangular, obra de Francisco de la Riva Agueroi de 1671 sobre un proyecto de Pedro de la Torre de 1587. Destaca la decoración a base de frescos que tiene como motivo principal una gran imagen de la Asunción de María rodeada motivos arquitectónicos, ilusionistas y bíblicos. Los muebles son sobresalientes, una cajonería romanista de finales del XVI que se complementa con elementos barrocos del siglo XVIII.
Hay seis lienzos de Jesús de Matyeo Cerezo realizados en 1636 para los laterales del altar Mayor están colgados en sus paredes. Del mismo autor es un Cristo de flagelación del siglo XVII. Hay una figura de un Niño Jesús de la Bola hecho por Hernando Murillas en 1623 con la leyenda de avocación "Yzome de madera por su devozión Ernando de Murillas, 1623 años".